# 6e Leger (Wehrmacht)
Het 6e Leger (Duits: 6. Armee) was een onderdeel van het Duitse leger in de Tweede Wereldoorlog. Het werd opgericht op 10 oktober 1939.

## Tweede Wereldoorlog
Tijdens de inval in de Lage Landen vormde het 6e Leger onder leiding van Walter von Reichenau een onderdeel van Heeresgruppe A. Het 6e Leger rukte op door Centraal-België en het had als opdracht om de geallieerde legers naar zich toe te trekken om zodanig de aandacht af te leiden van de opmars van Heeresgruppe B. Onderdelen van het 6e Leger veroverden samen met de Falschirmjägers het imposante fort bij Eben-Emael en op 13 mei 1940 waren ze betrokken in de gevechten bij Hannuit. Na de Achttiendaagse Veldtocht vocht het 6e Leger in de Slag om Frankrijk.
Tijdens Operatie Barbarossa vormde het 6e Leger een onderdeel van Heeresgruppe Süd. Aanvankelijk verliepen de gevechten in het voordeel van de Duitsers. In 1941 nam het deel aan de omsingeling van Russische troepen bij Kiev, waarbij meer dan 600 000 Russen werden gevangengenomen. Tijdens de wintergevechten hield het 6e Leger stand aan de Donets. Toen de Russen op 12 mei 1942 hun zomeroffensief lanceerden, wist het 6e Leger de aanval af te slaan. Op 28 juni 1942 ging Fall Blau van start, waarbij de olievelden van de Kaukasus het doel vormden. Tijdens de gevechten in Stalingrad werd het 6e Leger omsingeld en volledig vernietigd. Op 3 februari 1943 gaven de laatste overlevenden zich over aan het Rode Leger. Het was de eerste maal dat een compleet Duits leger werd vernietigd.
Op 5 maart 1943 werd een nieuw 6e Leger opgericht, door het omdopen van Armee-Abteilung Hollidt aan de Mius. Als onderdeel van Heeresgruppe Süd en later van Heeresgruppe Südukraine werd het leger langzaam naar het westen teruggedreven. Tijdens de gevechten in Roemenië leed het nogmaals zware verliezen. Aangevuld met nieuwe eenheden wist het in oktober 1944 in de gevechten nabij Debrecen het Rode Leger tijdelijk tot stilstand te brengen. In januari 1945 werd een gedeelte van het 6e Leger in Boedapest omsingeld. Ondanks drie pogingen wisten de Duitsers de omsingeling niet te verbreken en na 102 dagen gaf Boedapest zich over op 2 februari 1945. Het 6e Leger werd teruggedreven ten noorden van het Balatonmeer.
Tijdens Operatie Frühlingserwachen beschermde het 6e Leger de noordflank van het 6e Pantserleger. Na het vastlopen van het offensief ging het Rode Leger op 15 maart 1945 in de tegenaanval. De aanval sloeg een gat in de Duitse linie bij Székesfehérvár. Het 6e Leger stortte ineen en het 3e Oekraïense Front veroverde Wenen. Op 15 april 1945 was het 6e Leger teruggedreven ten noorden van Graz en al het georganiseerd verzet tegen de Russische opmars was verdwenen. Uiteindelijk gaven de restanten van het leger zich op 9 mei 1945 over aan de Amerikanen.

## Commandanten[1]
| Rang                        | Naam                                     | Begin            | Eind             |
| --------------------------- | ---------------------------------------- | ---------------- | ---------------- |
| Kolonel-generaal            | Walter von Reichenau                     | 10 oktober 1939  | 1 januari 1942   |
| Generaal der Pantsertroepen | Friedrich Paulus                         | 1 januari 1942   | 31 januari 1943  |
|                             | Vernietigd tijdens de slag om Stalingrad | 31 januari 1943  | 5 maart 1943     |
|                             | Opnieuw opgericht.                       | Maart 1943       |                  |
| Generaal der Infanterie     | Karl-Adolf Hollidt                       | 6 maart 1943     | 22 november 1943 |
| Generaal der Artillerie     | Maximilian de Angelis                    | 22 november 1943 | 19 december 1943 |
| Generaal der Infanterie     | Karl-Adolf Hollidt                       | 19 december 1943 | 8 april 1944     |
| Generaal der Artillerie     | Maximilian de Angelis                    | 8 april 1944     | 17 juli 1944     |
| Generaal der Artillerie     | Maximilian Fretter-Pico                  | 17 juli 1944     | 22 december 1944 |
| Generaal der Pantsertroepen | Hermann Balck                            | 23 december 1944 | 8 mei 1945       |

Na de verovering van Frankrijk werd Walter von Reichenau op 19 juli 1941 tot generaal-veldmaarschalk bevorderd.
Op 30 januari 1943 werd Friedrich Paulus rechtstreeks tot generaal-veldmaarschalk bevorderd. Dit was eerder uitzonderlijk, omdat Adolf Hitler hoopte dat Paulus zelfmoord zou plegen in plaats van te capituleren. Geen enkele Duitse generaal-veldmaarschalk had zich ooit overgegeven.
Op 1 september 1943 werd Karl-Adolf Hollidt tot kolonel-generaal bevorderd.